# Cleora ecdees
Cleora ecdees là một loài bướm đêm trong họ Geometridae.